# Шмагун Олеся Валентинівна
Олеся Валентинівна Шмагун (нар.. 21 серпня 1987, Москва, Російська РФСР, СРСР) — російська журналістка. Лауреатка Пулітцерівської премії. Одна із засновників видання «Важливі історії». Співробітник Центру з вивчення корупції та організованої злочинності (OCCRP).

## Біографія
Олеся Шмагун народилася 21 серпня 1987 року у Москві. Журналістикою почала займатися ще в університеті, працюючи кореспондентом на «Авторадіо» у відділі новин. Згодом з липня 2009 по березень 2010 року працювала у відділі політики друкованого видання «Газета». Після закриття друкованої версії перейшла в інтернет-газету «Погляд», далі кілька місяців співпрацювала з « Незалежною газетою», а потім з грудня 2011 по березень 2012 року створювала матеріали для «Маркер» (додатки до газети «Известия»).
Далі працювала два роки в The Village. З літа 2015 року працювала в Центрі дослідження корупції та організованої злочинності (OCCRP). Співпрацювала з відділом розслідувань «Нової газети».
У 2020 році Олеся Шмагун стала одним із засновників проекту «Важливі історії».
20 серпня 2021 року Мін'юст РФ вніс до реєстру ЗМІ — «іноземних агентів» Олесю Шмагун, а також юридичну особу Istories fonds, зареєстровану в Латвії та видає «Важливі історії», і п'ятьох журналістів видання.

## Нагороди
У квітні 2017 року у складі Міжнародного консорціуму журналістів-розслідувачів разом із 300 іншими журналістами здобула Пулітцерівську премію в номінації за пояснювальну журналістику за розслідування за «панамським архівом». Їхній матеріал про друга Путіна вийшов у «Новій газеті».
У лютому 2018 року разом з Романом Аніним отримала премію «Редколегія» за статтю «Синки батьківщини» у «Новій газеті» про непотизм у російській армії.
У 2021 році разом з Романом Аніним та ще шістьма журналістами «Важливих історій» отримала  премію Європейської преси в галузі журналістських розслідувань за розслідування про передбачувану дочку Путіна Катерину Тихонову та її чоловіка, бізнесмена Кирила Шамалова.